# Down on the Farm (film, 1914)
Pour les articles homonymes, voir Down on the Farm.
Down on the Farm est un court métrage américain réalisé par Joseph Madden, produit par Mack Sennett et sorti en 1914.

## Fiche technique
- Autre titre : The Mortgage
- Réalisation : Joseph Madden
- Production : Mack Sennett
- Durée : 289,55 m (une bobine)
- Date de sortie : 14 mai 1914[1].